# Mogyoród

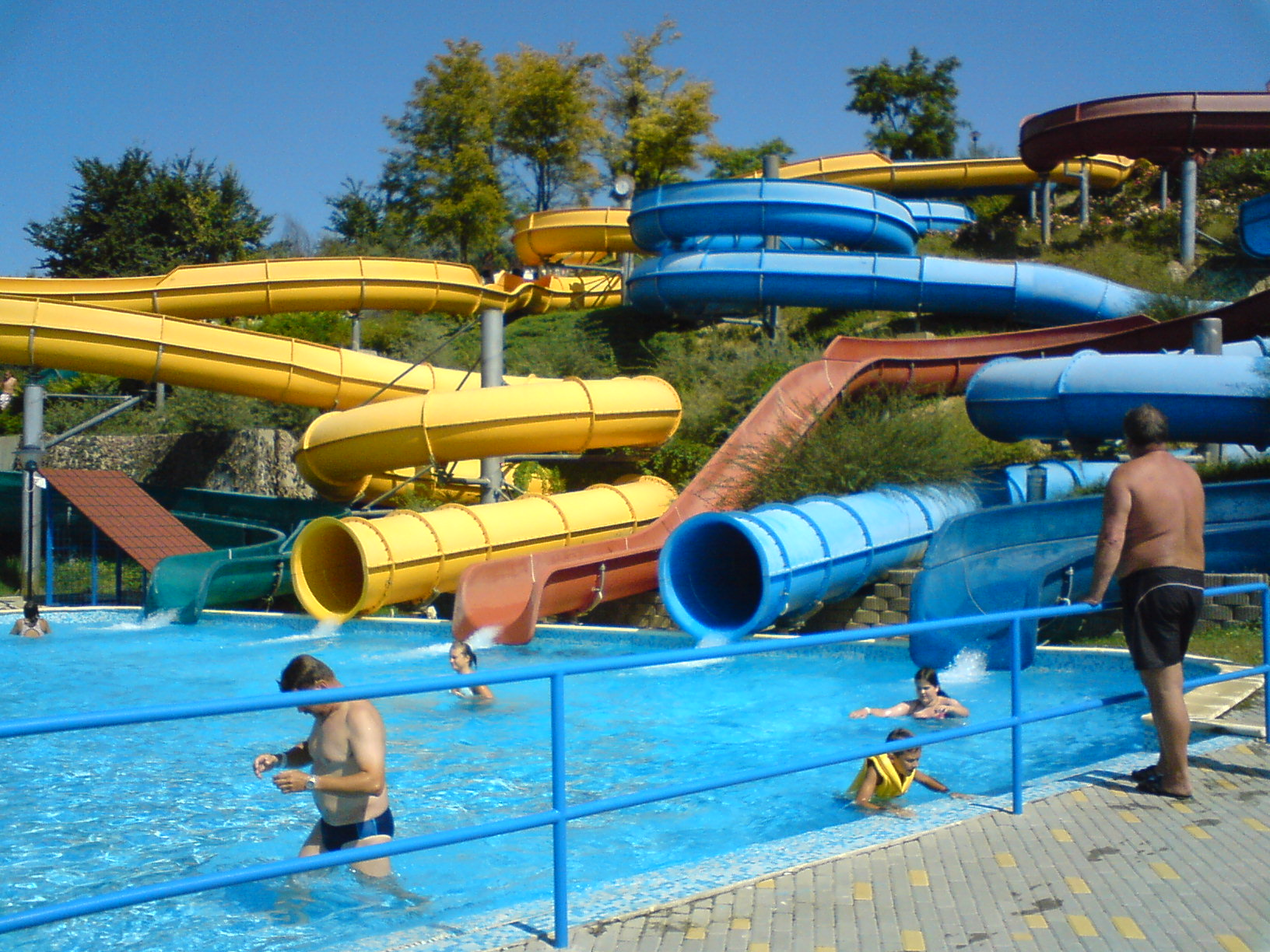
Aquapark v Mogyoródu

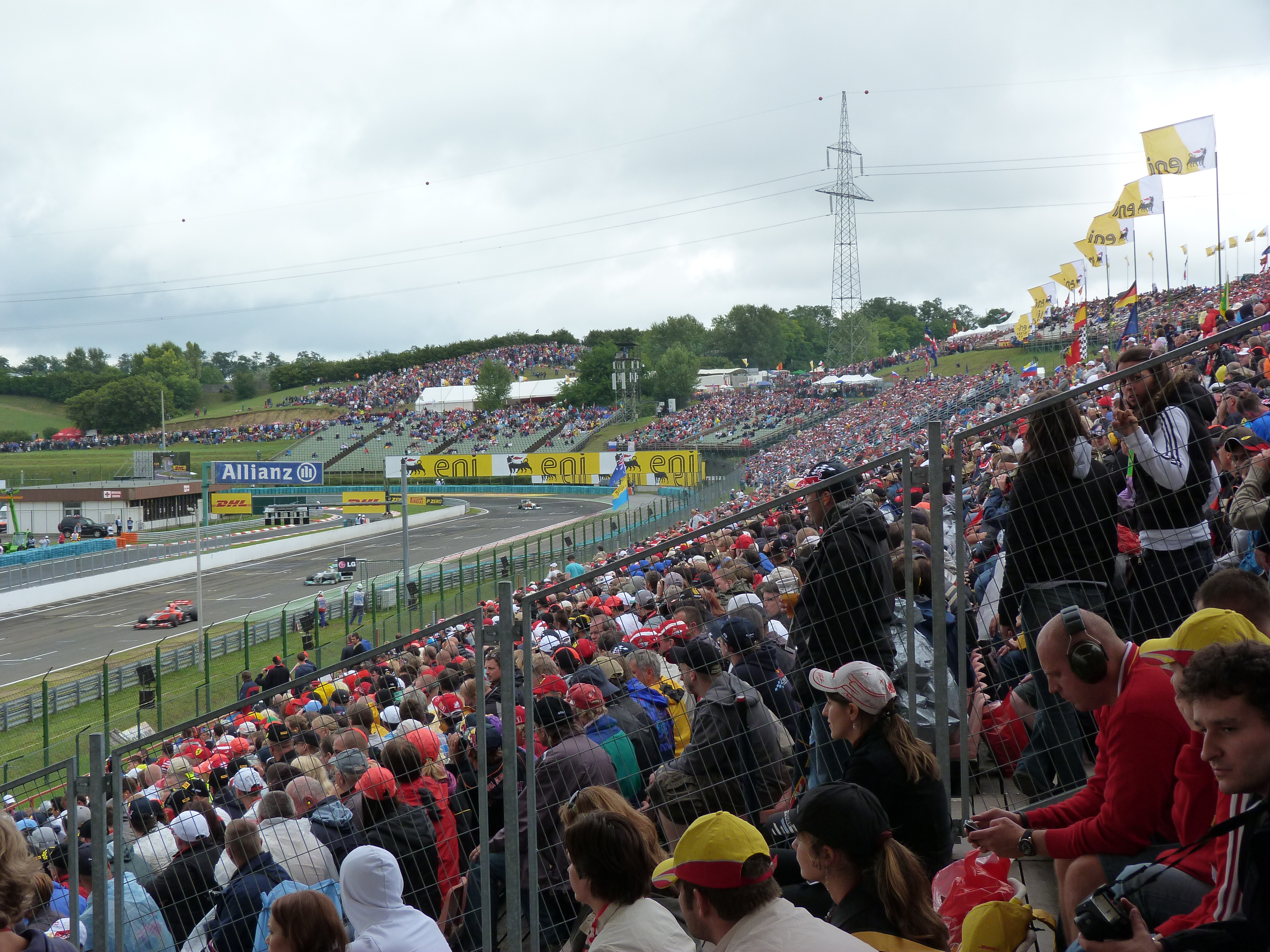
Hungaroring

Mogyoród (vyslovováno [moďoród], ukrajinsky Модьород, Moďorod) je velká obec v Maďarsku v župě Pest, spadající pod okres Gödöllő. Jde o velmi významnou obec, často navštěvovanou turisty. Nachází se asi 6 km severovýchodně od Budapešti. V roce 2015 zde žilo 6 438 obyvatel. Dle údajů z roku 2011 je tvoří 88,1 % Maďaři, 0,8 % Rumuni, 0,6 % Němci, 0,5 % Romové, 0,2 % Slováci a 0,2 % Ukrajinci.
Mogyoródem prochází dálnice M3. Sousedí s městy Fót, Gödöllő, Kerepes a obcí Szada.
V roce 1074 se zde udála bitva u Mogyoródu. Obec je významná především tím, že je zde nejznámější maďarský závodní okruh Hungaroring, na němž se od roku 1986 každoročně jezdí Grand Prix Maďarska. Je zde též aquapark Aquaréna.